# Joke Devynck
Joke Devynck, née à Poperinge le 10 octobre 1972, est une actrice belge.

## Biographie
Joke Devynck grandit à Knokke. Elle étudie au Studio Herman Teirlinck d'où elle sort diplômée en 1994.
À la télévision, elle est surtout connue pour son rôle de la pétillante Tony dans la série Flikken. Elle est également apparue dans plusieurs productions théâtrales.

### Vie privée
Après dix-neuf ans de vie commune à Hofstade (Brabant flamand) avec l'acteur et directeur de théâtre Johan Heldenbergh, le couple se sépare en 2013. Ils ont trois enfants dont des jumeaux.

## Filmographie partielle

### Cinéma
- 2005 : Buitenspel (nl) : Anne Reynders
- 2006 : Vleugels (nl) : Kris
- 2008 : Vermist : Tine Peeters
- 2010 : Zot van A. de Jan Verheyen : Annette
- 2013 : Le Verdict : Ella De Graeve, la femme de Luc Segers
- 2014 : Booster :

### Télévision
- 1999-2001 : Flikken
- 2012 : Urgence disparitions

## Distinctions
- Bekende Vlaming
- 2013 : Festival de télévision de Monte-Carlo 2012 : nommée pour le prix de la meilleure actrice pour Urgence disparitions